# Strahlentierchen
Die Einteilung der Lebewesen in Systematiken ist kontinuierlicher Gegenstand der Forschung. So existieren neben- und nacheinander verschiedene systematische Klassifikationen. 
Das hier behandelte Taxon ist durch neue Forschungen obsolet geworden oder ist aus anderen Gründen nicht Teil der in der deutschsprachigen Wikipedia dargestellten Systematik.
Strahlentierchen oder Radiolarien (Radiolaria, lat. radiolus „kleiner Strahl“) sind eine Gruppe einzelliger Lebewesen mit einem Endoskelett aus Opal (Siliciumdioxid, SiO2), die zu den Eukaryoten gehört.
Die Radiolarien haben radial abstehende Cytoplasma-Fortsätze (Axopodien), die von innen mit dünnen, starren Stacheln aus Siliciumdioxid und von aus Protein bestehenden Bündeln von Mikrotubuli gestützt werden. Die Siliciumdioxid-Stützen gehen strahlenförmig von einem ebenfalls aus Siliciumdioxid bestehenden Endoskelett aus, das aus einer sphärischen, durchlöcherten Kapsel oder mehreren konzentrisch angeordneten derartigen Kapseln besteht. Radiolarien besitzen also ein „kieseliges“ Skelett, das aber neben Siliciumdioxid auch organische Bestandteile enthält. Arten der Gruppe der Acantharea bilden eine Ausnahme, sie bilden die Stacheln aus Strontiumsulfat.

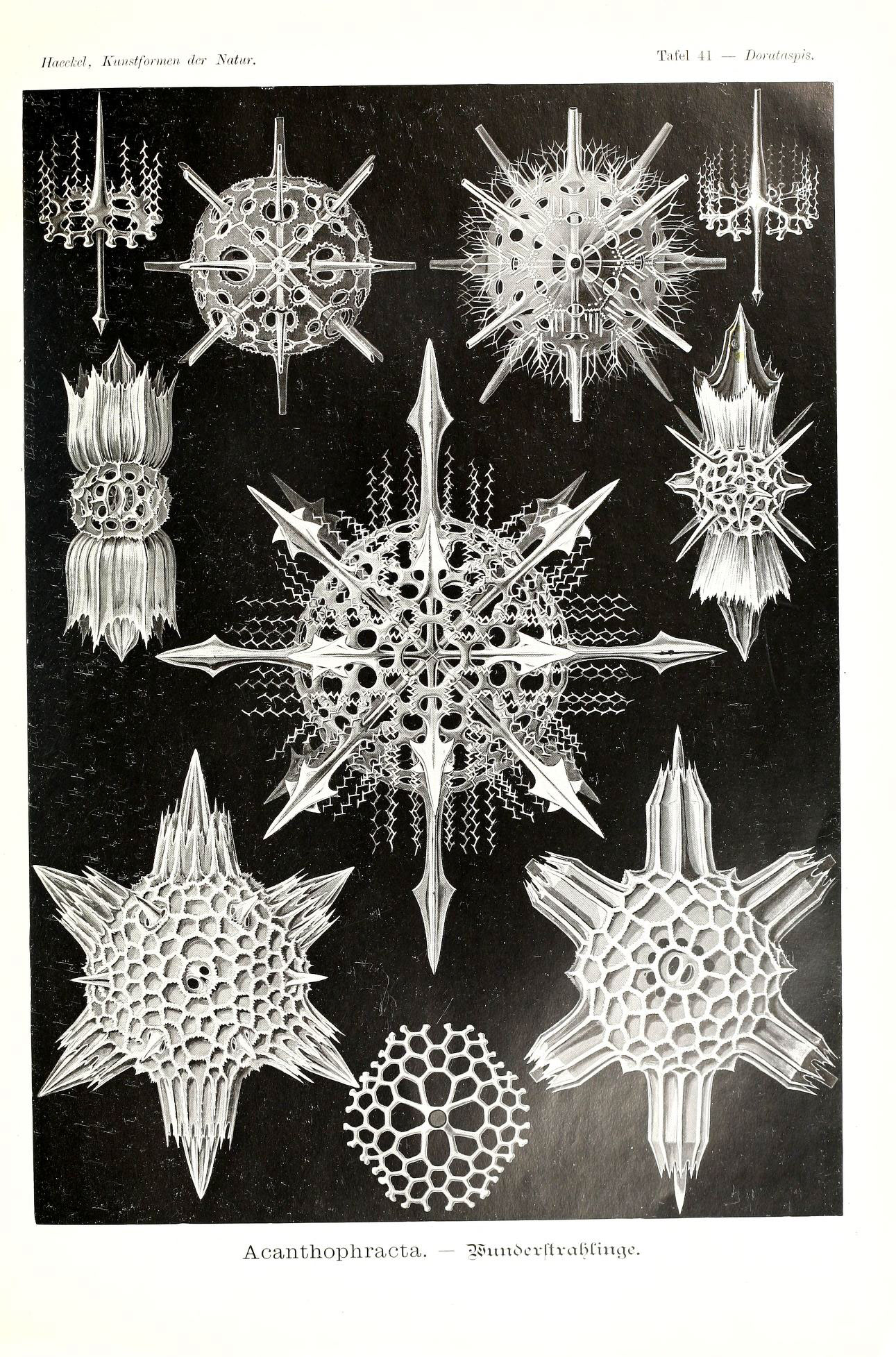
Tafel mit Radiolarien aus Haeckels Kunstformen der Natur

Sehr bekannt wurden die Zeichnungen von Radiolarienskeletten, die Ernst Haeckel angefertigt und 1862 in der Monographie Die Radiolarien veröffentlicht hat.

## Merkmale
Die Größe der kugeligen oder mützenförmigen Skelette liegt meist zwischen 50 und 500 μm. Die Axopodien dienen dem Schweben im Wasser und zur Nahrungsaufnahme. Radiolarien sind heterotroph und nehmen gelöste Nährstoffe aus dem Wasser auf oder partikuläre Nährstoffe, die sich an den Axopodien verfangen. Es gibt Formen, die mit einer Gallerte zusammengehaltene Kolonien bilden. Innerhalb der Skelettkapsel liegen die Mitochondrien, das Cytoplasma außerhalb der Kapsel enthält Vakuolen (durch eine Biomembran abgegrenzter, mit Flüssigkeit erfüllter Raum). Im äußeren Cytoplasma werden manchmal auch einzellige Algen als phototrophe Symbionten aufgenommen.

## Ökologie und Stammesgeschichte
Radiolarien kommen als Plankton ausschließlich im Meer vor, und zwar vor allem in oberflächennahen Bereichen wärmerer Meeresteile des Pazifiks und Indiks (selten im Atlantik).
Eindeutige erste fossile Belege der Gruppe stammen aus dem Mittelkambrium Australiens (aus der 507 bis 505 Millionen Jahre alten Inca-Formation des Georgina-Beckens in Queensland), ihr Ursprung liegt aber wahrscheinlich im Neoproterozoikum.
Im Verlauf des Paläozoikums waren die Entactinaria die vorherrschende Radiolarienordnung (bzw. -unterordnung). Mit Beginn der Trias wurden diese allmählich von den Spumellaria verdrängt und starben an der Trias-Jura-Grenze beinahe aus. Ab dem Pennsylvanium erlangten neben den Entactinaria ebenfalls Albaillellaria eine sehr bedeutende Stellung unter den Radiolarien, die sie bis zum Beginn der Obertrias – dem Zeitpunkt ihres Aussterbens – beibehielten. Auch die Spumellaria hatten bei diesem Massenaussterben stark gelitten und rund zwei Drittel ihrer Taxa verloren. Davon profitierten die Nassellaria, die einen enormen Aufschwung in ihrer Artenvielfalt erlebten und bis zur Kreide-Tertiär-Grenze die vorherrschende Radiolarienordnung bildeten. Die Nassellaria wurden jedoch an der K/T-Grenze in ihrer Artenzahl zu über zwei Drittel reduziert, was den Aufstieg der Spumellaria zur aktuell artenreichsten Radiolarienordnung bedeutete.

## Geologische Bedeutung

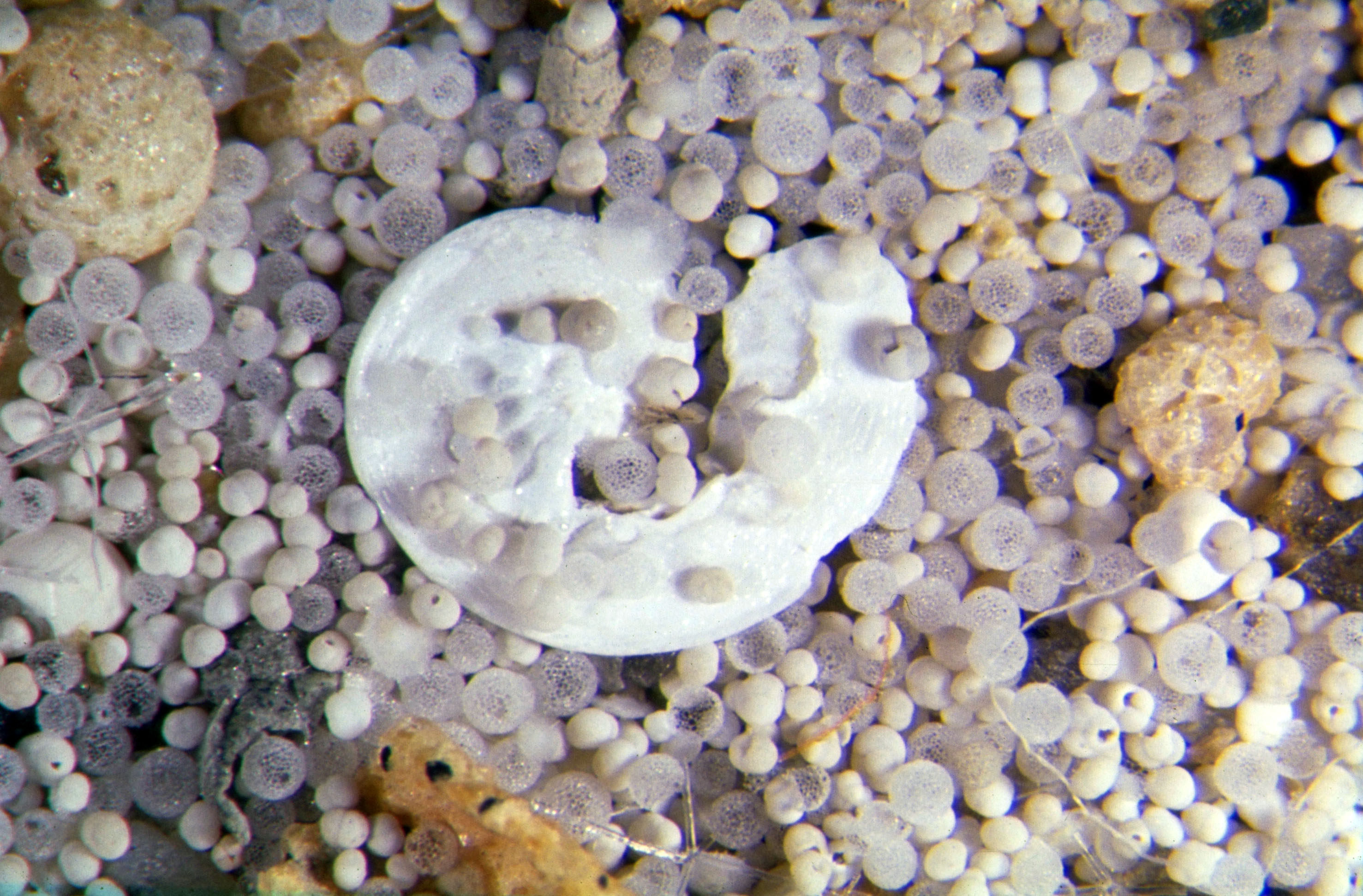
Kleine kugelförmige Radiolarien (mit großen Foraminiferen) aus einer ca. 12000 Jahre alten Sedimentprobe vom antarktischen Kontinentalhang. Mittlerer Durchmesser der Radiolarien 0,5 mm

Radiolarien gehören neben Schwämmen und Kieselalgen zu den gesteinsbildenden Organismen mit Opalskelett (Opal A). Sind ihre Ablagerungen massenhaft angereichert, bilden sie kieselige biogene Sedimente.
Radiolarien kommen in den Meeren in sehr großen Mengen vor und entnehmen dem Wasser Siliciumdioxid zum Bau ihrer Skelette. Nach ihrem Absterben sinken sie ab, wobei die organischen Bestandteile zersetzt werden und nur das Skelettmaterial erhalten bleibt. Am Meeresboden bildet sich ein rotbrauner, grünlicher oder grauschwarzer Radiolarienschlamm aus Skelettopal (wasserhaltiges, amorphes SiO2). Radiolarienschlämme bedecken etwa 2,6 % der Meeresböden (Hauptverbreitungsgebiet im äquatorialen Westpazifik) und bestehen zu 30–80 % aus Radiolarienskelettmaterial, durchschnittlich enthalten sie etwa 55 % kieselige Bestandteile, der restliche Sedimentanteil besteht überwiegend aus Kalk, der zum größten Teil aus den Schalen von Foraminiferen stammt.
Unter dem Druck der auflagernden Schichten verfestigt sich das Sediment und der organisch entstandene, instabile Opal wird mit fortschreitender Diagenese (Gesteinsbildung) schrittweise zu Opal CT und schließlich zu stabilem Mikroquarz umgewandelt. Es entstehen Radiolarite, auch Hornstein genannt. Schwarzer Hornstein wird häufig als Lydit oder, etwas irreführend, als Kieselschiefer bezeichnet.

## Systematik
Vor der Ära der Phylogenomik erschienen die Radiolaria aufgrund der Merkmale des Skeletts als gut abgesicherte Gruppe. Seit Stammbäume auf Basis des Vergleichs homologer DNA-Sequenzen als neuem Merkmal aufgestellt werden können, wurde die traditionelle Gruppe zunehmend in Zweifel gezogen. Zunächst erwies es sich 2004, dass die Phaeodarea näher mit den Cercozoa verwandt sein müssen als mit den anderen Radiolaria. Thomas Cavalier-Smith zog daraus die Konsequenz, die Phaeodarea auszugliedern; das verbleibende Taxon aus den verbleibenden beiden Gruppen (in der klassischen Systematik im Rang von Klassen), den Acantharea und Polycystinea, fasste er als neues Taxon unter dem Namen Radiozoa. Die Radiozoa bildeten dieser Theorie zufolge gemeinsam mit den Foraminifera (Kammerlingen) die Abteilung Retaria.
Spätere Untersuchungen haben dann aber ergeben, dass auch die Radiozoa im Sinne von Cavalier-Smith möglicherweise kein monophyletisches Taxon sind. Es erwies sich als Möglichkeit, dass die (selbst monophyletischen) Foraminiferen (mit kalkigen Skeletten) nicht die Schwestergruppe der Acantharea und der Polycystinea zusammen bilden, sondern in diese eingeschachtelt sind. Dieses Ergebnis war zwar schon länger bekannt, es wurde aber immer noch vermutet, dass es sich um ein Datenartefakt aufgrund unterschiedlicher Evolutionsgeschwindigkeiten (sog. Long-branch attraction) handeln könnte. Die Gruppierung zeigte sich aber auch in Analysen unter Verwendung zahlreicher Gene. Möglicherweise sind die Foraminiferen die Schwestergruppe der Acantharea. Damit würden auch die beiden übrigen Klassen der ehemaligen Radiolaria kein gemeinsames Taxon mehr bilden, sondern eine paraphyletische Zusammenfügung.
Auch dieses Ergebnis wurde aber von anderen Untersuchern wieder in Zweifel gezogen. Zahlreiche neuere Systeme, etwa WoRMS oder das Handbook of the Protists halten daher an einer monophyletischen Gruppe, die den Radiozoa entspricht, fest.
Alle moderneren Analysen stimmen zumindest darin überein, dass es sich bei den Rhizaria, den Retaria und den Foraminifera um monophyletische Taxa handelt. Ob ein Phylum Radiozoa existiert oder wie die hierher gehörenden Gruppen alternativ geordnet werden können, ist bis in jüngste Zeit umstritten, alle veröffentlichten Phylogenien sind instabil und untereinander widersprüchlich.
Das System (hier nach Cavalier-Smith 2018) sähe, als eine Möglichkeit, etwa so aus:
- Infraphylum Radiozoa Cavalier-Smith, 1987
  - Klasse Polycystinea Ehrenberg, 1838
    - Ordnung Collodarida Haeckel, 1881 (alternativ Collodaria geschrieben)
    - Ordnung Nassellaria Ehrenberg, 1875
    - Ordnung Spumellaria Ehrenberg, 1875

  - Klasse Acantharia Haeckel, 1881 stat. n. Cavalier-Smith, 1993 (auch Acantharea geschrieben) Skelett besteht aus Strontiumsulfat.
    - Ordnung Arthracanthida Schewiakoff, 1926 (hier unter Einschluss der Symphyacanthida Schewiakoff, 1926)
    - Ordnung Chaunacanthida Schewiakoff, 1926
    - Ordnung Holacanthida Schewiakoff, 1926
    - Ordnung Acanthoplegmida Rechetniak, 1981
- Infraphylum Sticholonchia Cavalier-Smith 2018 (mit der Ordnung Taxopodida und der einzigen Art Sticholonche zanclea Hertwig, 1877, früher zu den Sonnentierchen gerechnet)

Die Gliederung der Polycystinea entspricht derjenigen im Handbook of the Protists 2016. Einige Autoren halten für die (umstrittene) Klade aus Polycystinea und Acantharia sogar den alten Namen Radiolaria aufrecht.
In der Ozeanologie und der marinen Ökologie wird öfters eine Gruppe der Radiolarien, als Formtaxon und ökologische Gruppe, aufrechterhalten. Auch bei den fossilen Taxa, die ausschließlich nach Skelettmerkmalen klassifiziert werden können, ist die Gruppierung noch gängig.

## Forschungsgeschichte
Radiolarien wurden 1834 von Franz Julius Ferdinand Meyen zum ersten Mal beschrieben (darunter die Gattung Sphaerozoum), gleichzeitig lieferte er drei Abbildungen. Ab 1838 führte Christian Gottfried Ehrenberg bedeutende Arbeiten über Radiolarien durch; bis 1875 detaillierte er mehrere hunderte lebender bzw. fossiler Taxa des Känozoikums. Die Bezeichnung Radiolarie wurde 1858 von Johannes Müller etabliert; er war auch der erste, der Radiolarien als Einzeller erkannte. In einer Synthese erstellte er 1879 anhand der Kapselmorphologie eine erstmalige Unterteilung in verschiedene Gruppen. Ihm folgte Ernst Haeckel mit seinem Monumentalwerk, das im Jahr 1887 veröffentlicht wurde; auf 1800 Seiten und 140 Abbildungstafeln beschrieb er 785 neue Arten. Außerdem errichtete er mittels der Ausformung des Kieselskeletts eine neue, geometrisch inspirierte Klassifikation, die noch bis in die 1970er Verwendung fand.
Mit seiner zytologischen Studie Histologie der Radiolarien aus dem Jahr 1876 hatte Richard von Hertwig eine bahnbrechende Untersuchung über den Gewebebau der Radiolarien veröffentlicht.
Zwischen dem Beginn des Ersten Weltkrieges und den frühen 1950ern war die Radiolarienforschung ins Stocken geraten, bedingt teilweise durch das Festhalten an Haeckels Klassifikationssystem. Erst 1952 wurden mit William Riedel wieder neue wissenschaftliche Fortschritte erzielt. Riedel konnte anhand von Profilen verdeutlichen, dass sich die Radiolarien während des Känozoikums genau wie andere Protisten evolutiv verändert hatten und daher ebenfalls wertvolle stratigraphische Indikatoren darstellten. Riedels Arbeiten waren durch die Tiefseebohrungen des DSDP bzw. ODP wesentlich gefördert worden. 1962 schließlich begründete Maria Petrushevskaya eine von Haeckel abweichende, natürliche Klassifizierung der Radiolarien, welche auf dem Innenskelett und dessen Evolution basierte.
In den 1970ern wurden dann biostratigraphisch die ersten Radiolarienzonen ausgewiesen, anfangs für die Kreide, später dann auch für den Jura und die Trias.

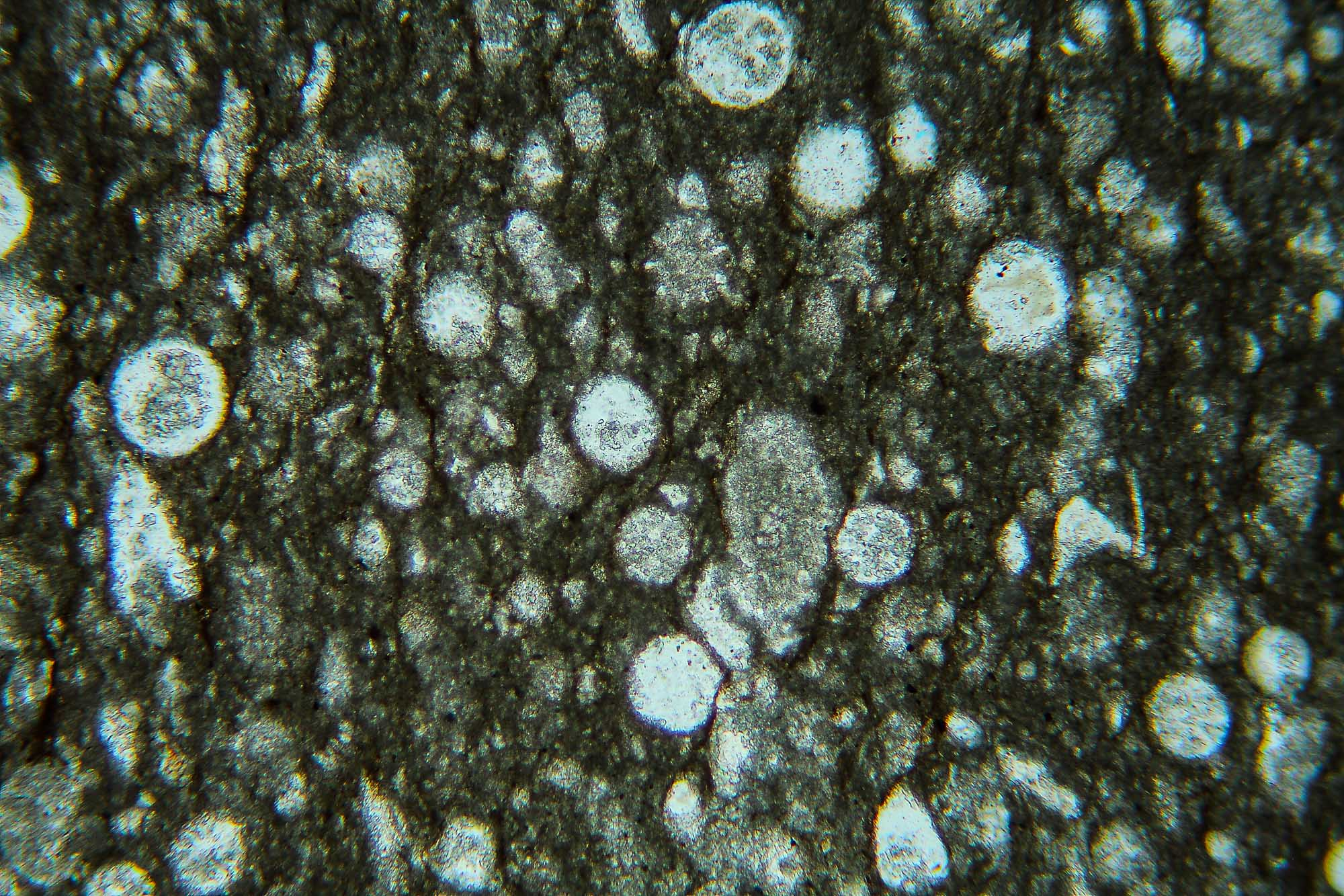
Wetzsteinkalk aus dem Ammergebirge mit Radiolarienresten (Dünnschliff)

## Kommerzielle Bedeutung
Im Ammergebirge und besonders bei dem Ort Unterammergau treten in den Alpen jurassische Kalksteine auf, die bis zu 12,5 % Siliziumdioxid in Form von Radiolarienskeletten enthalten. Diese Gesteine wurden bis in die Mitte des 20. Jahrhunderts als Rohstoff für die örtlichen Wetzsteinschleifereien abgebaut. Der abrasive Effekt der daraus hergestellten Wetzsteine ergibt sich aus der gleichmäßigen Verteilung der harten Radiolarienskelette in der weichen Kalksteinmatrix.
In der Steinzeit wurde Radiolarit ähnlich wie Feuerstein oft für Steinwerkzeuge verwendet.